# ساموئل دامیانی
ساموئل دامیانی (انگلیسی: Samuele Damiani؛ زادهٔ ۳۰ ژانویهٔ ۱۹۹۸) بازیکن فوتبال است.
از باشگاه‌هایی که در آن بازی کرده‌است می‌توان به باشگاه فوتبال امپولی اشاره کرد.
وی همچنین در تیم ملی فوتبال زیر ۱۸ سال ایتالیا بازی کرده‌است.